# Maisons à arcades, place du Mercadiou
Les maisons à arcades, place du Mercadiou sont des immeubles particuliers situés à Saint-Macaire, en France.

## Localisation
Ces immeubles sont situés dans le département français de la Gironde, sur la commune de Saint-Macaire, au cœur de la vieille ville, autour de la place du Mercadiou (Marché-Dieu).

## Historique
Les maisons de la place, construites entre le XVe et le XVIe siècle, sont bâties autour de cette place à peu près rectangulaire, d'environ 1 500 m2 et orientée sud-ouest - nord-est, et les rez-de-chaussée constituent des galeries ayant autrefois abrité des échoppes et ouvertes sur l'extérieur par des arcades ; elles sont inscrites au titre des monuments historiques par arrêté du 11 mars 1935 pour leurs arcades.

## Galerie de photos

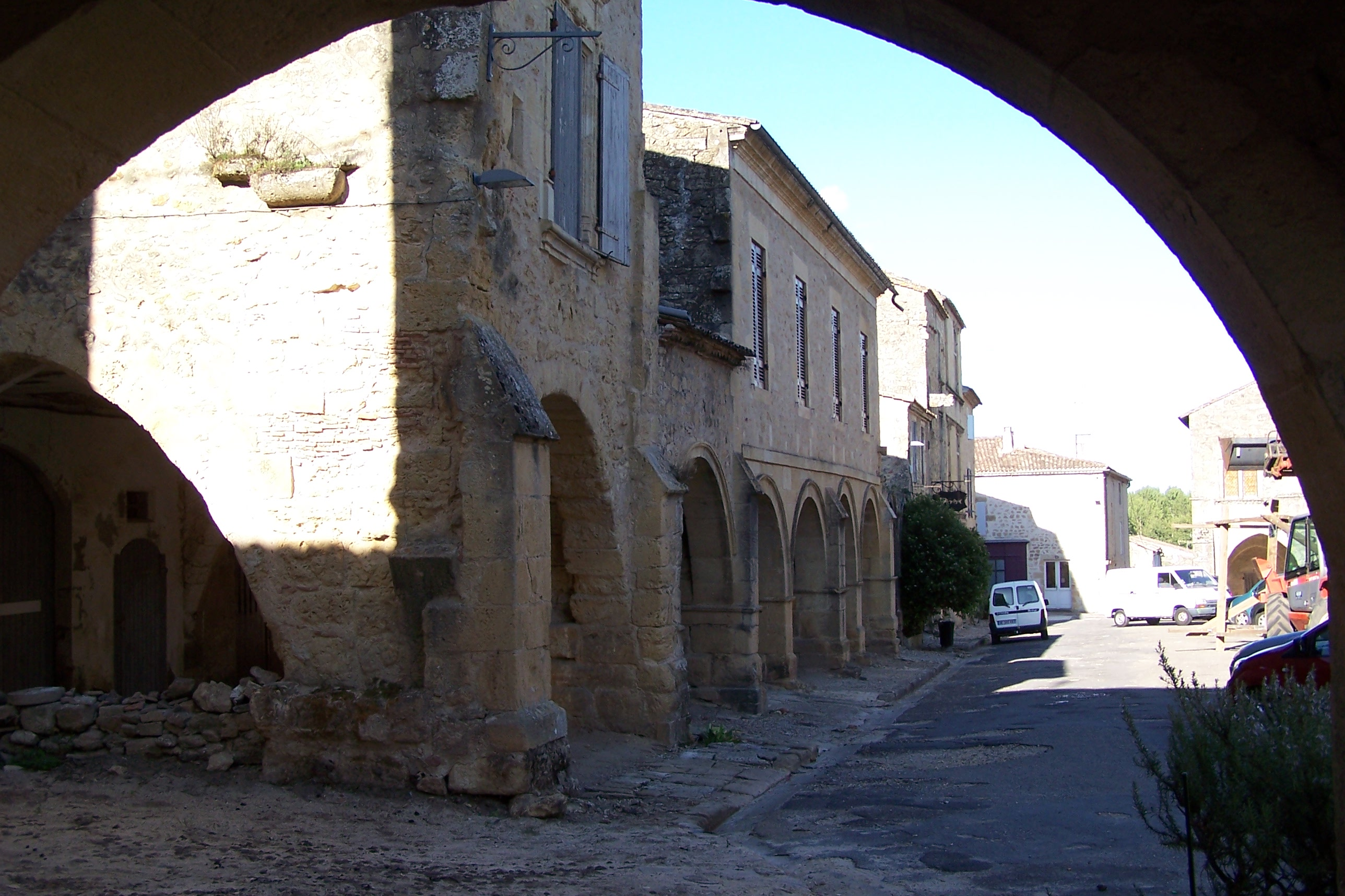
Côté nord de la place (sept. 2011)
44° 33′ 53,8″ N, 0° 13′ 30,6″ O
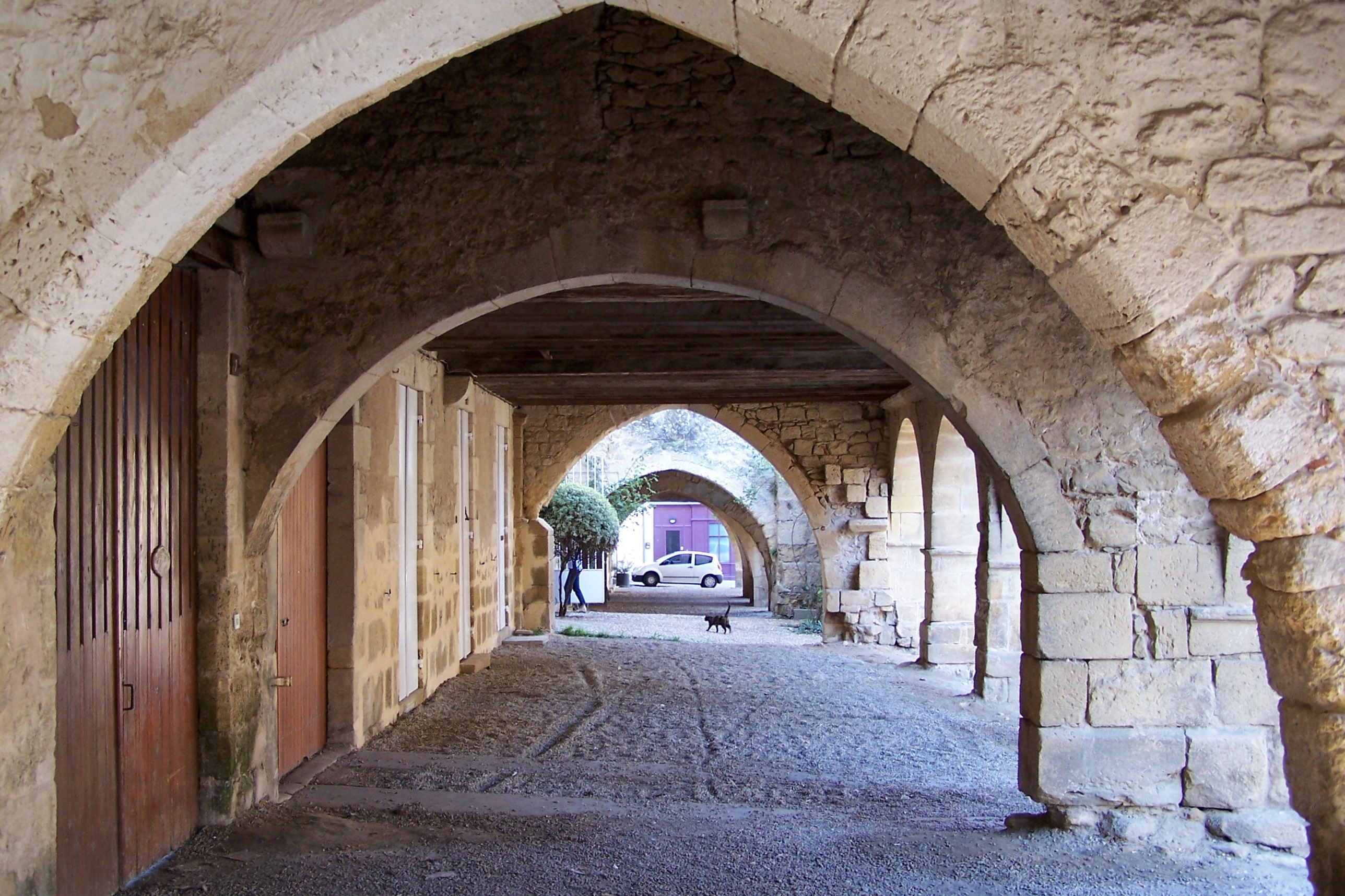
Galerie du côté nord (sept. 2011)
44° 33′ 53,9″ N, 0° 13′ 30,5″ O
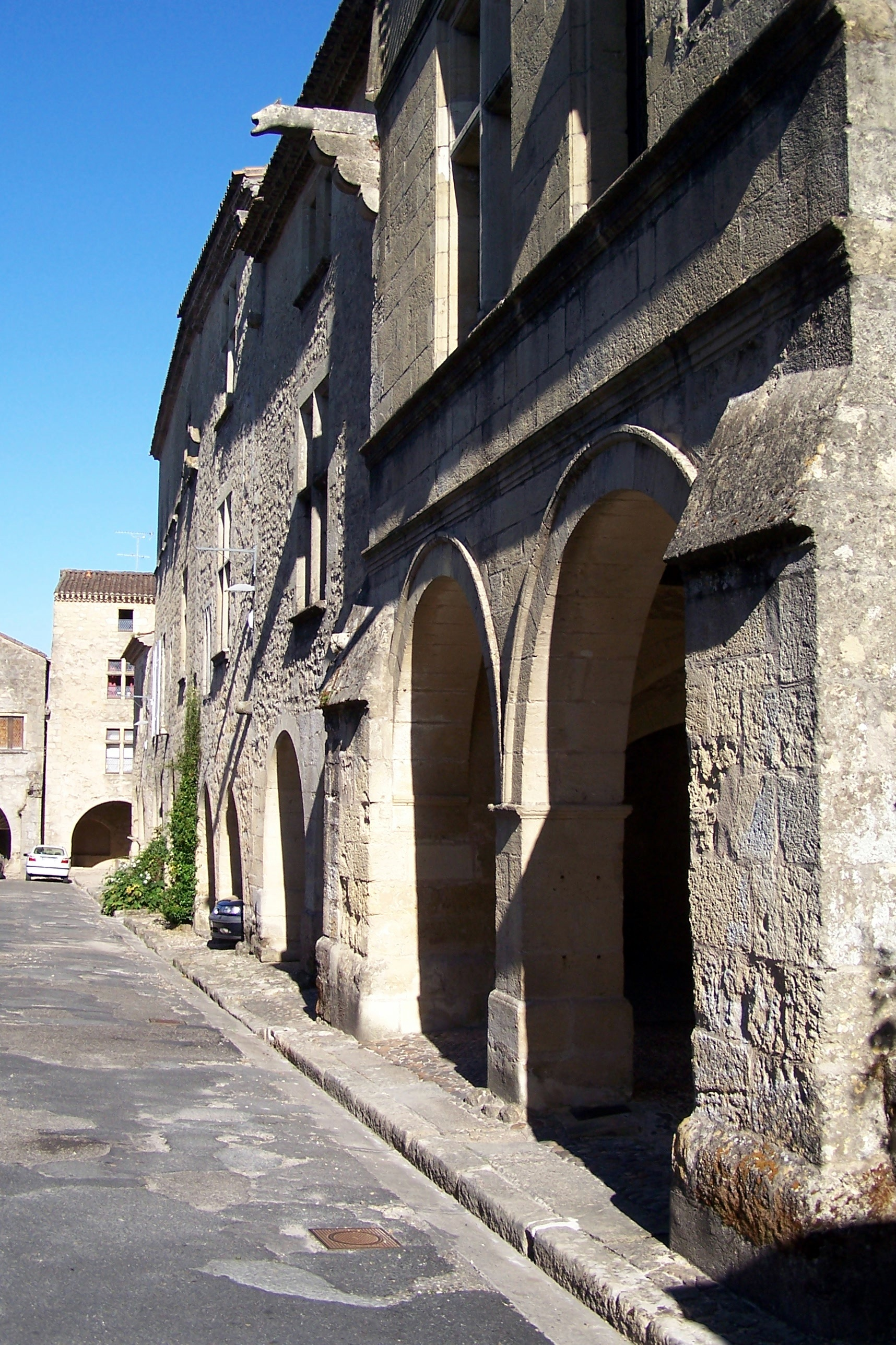
Côté sud de la place (sept. 2011)
44° 33′ 53,3″ N, 0° 13′ 30,6″ O
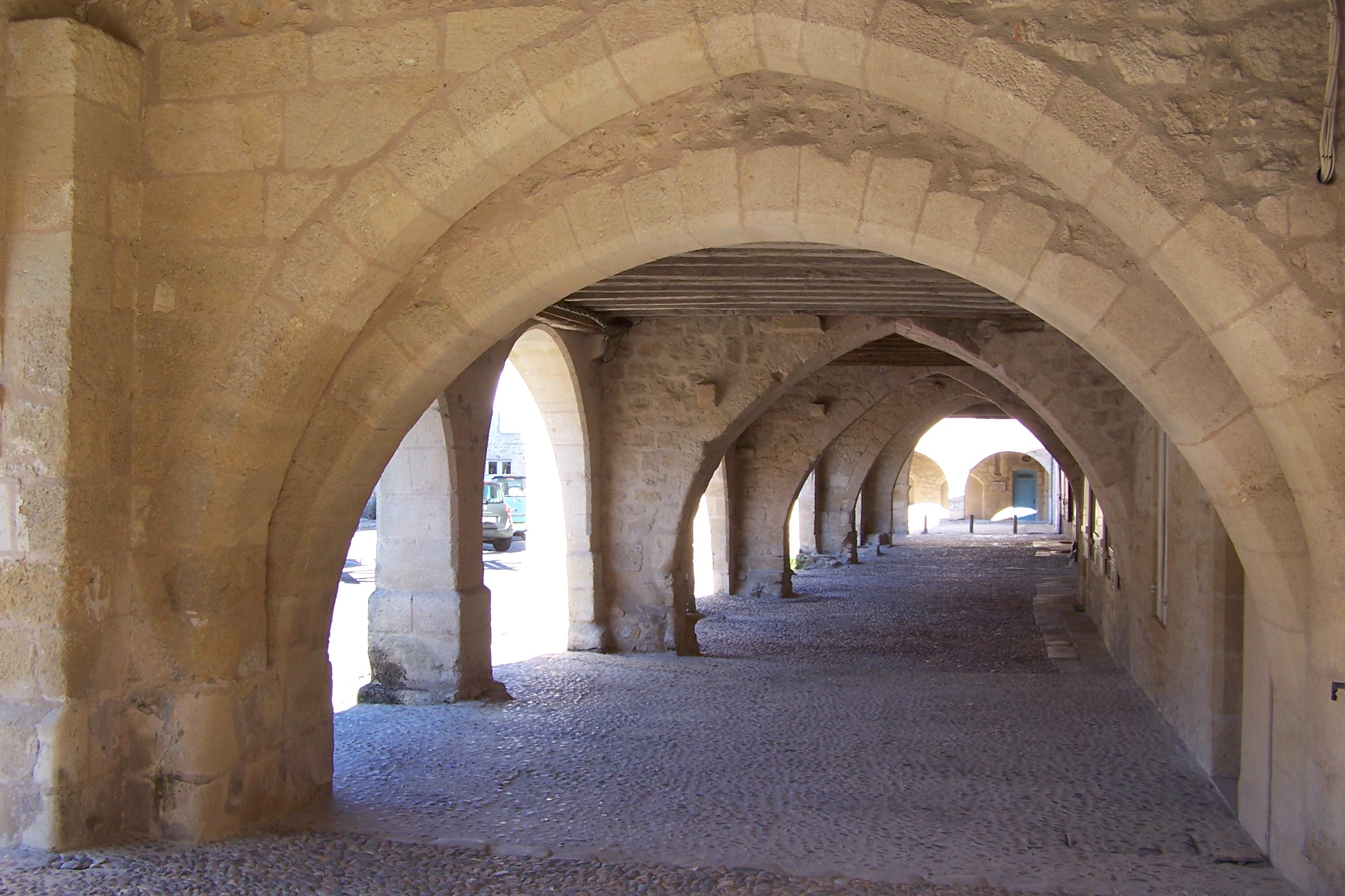
Galerie du côté sud (sept. 2011)
44° 33′ 53,2″ N, 0° 13′ 30,4″ O

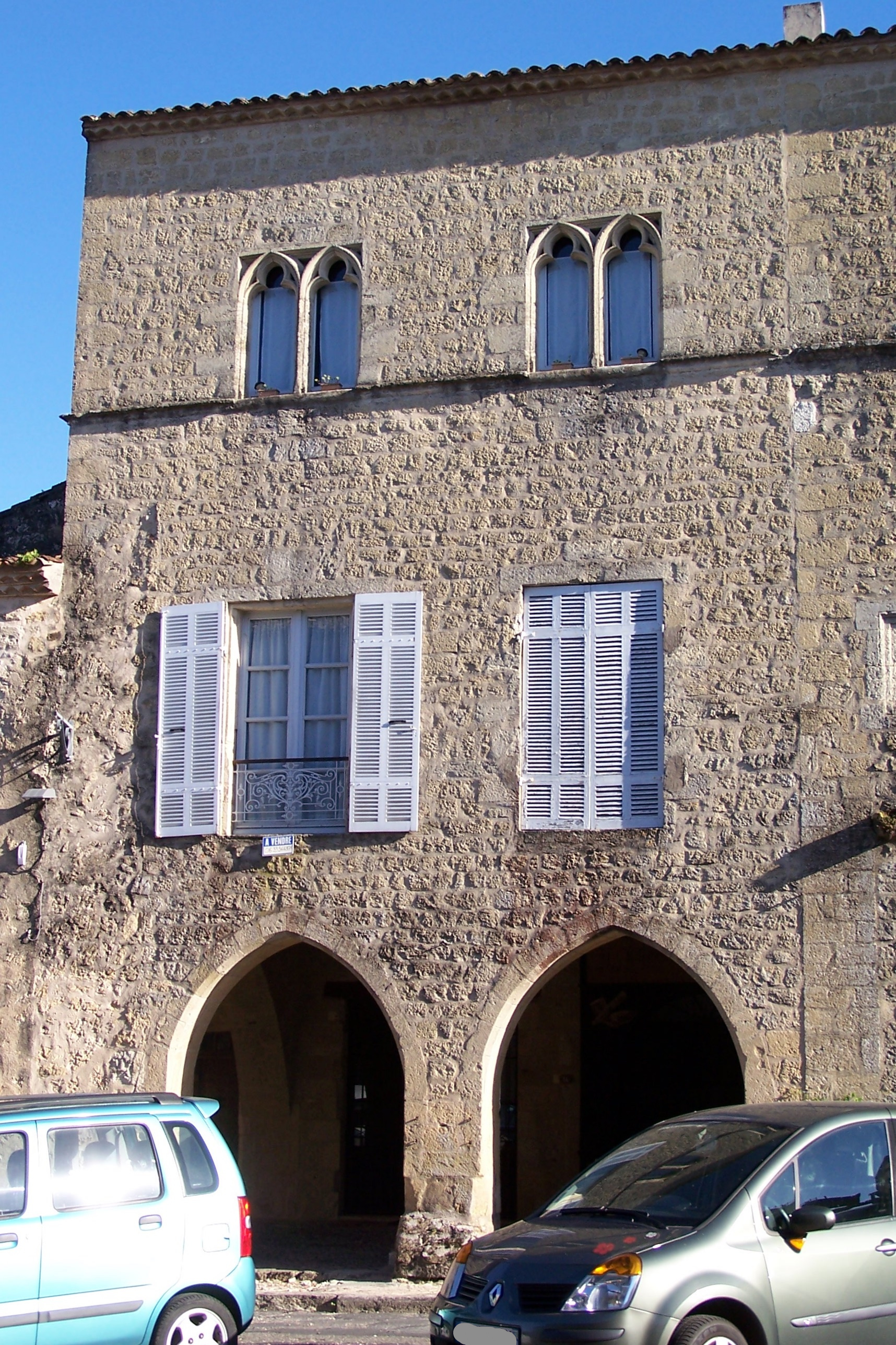
Maison à baies géminées trilobées, déjà inscrite individuellement (sept. 2011) 44° 33′ 53,9″ N, 0° 13′ 28,7″ O
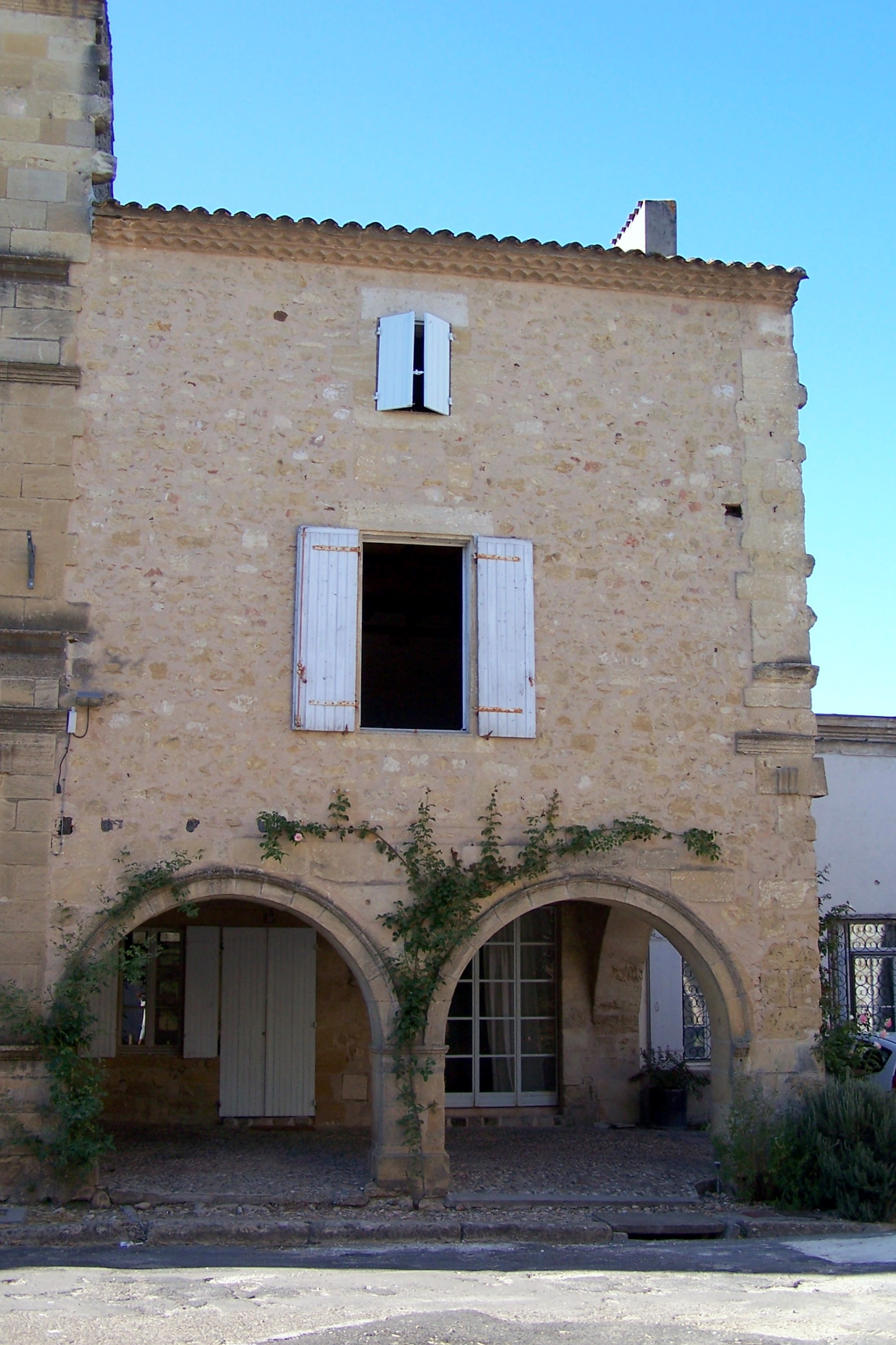
Maison attenante au Relais Henri IV, est, déjà inscrite individuellement (sept. 2011) 44° 33′ 54,7″ N, 0° 13′ 28,6″ O
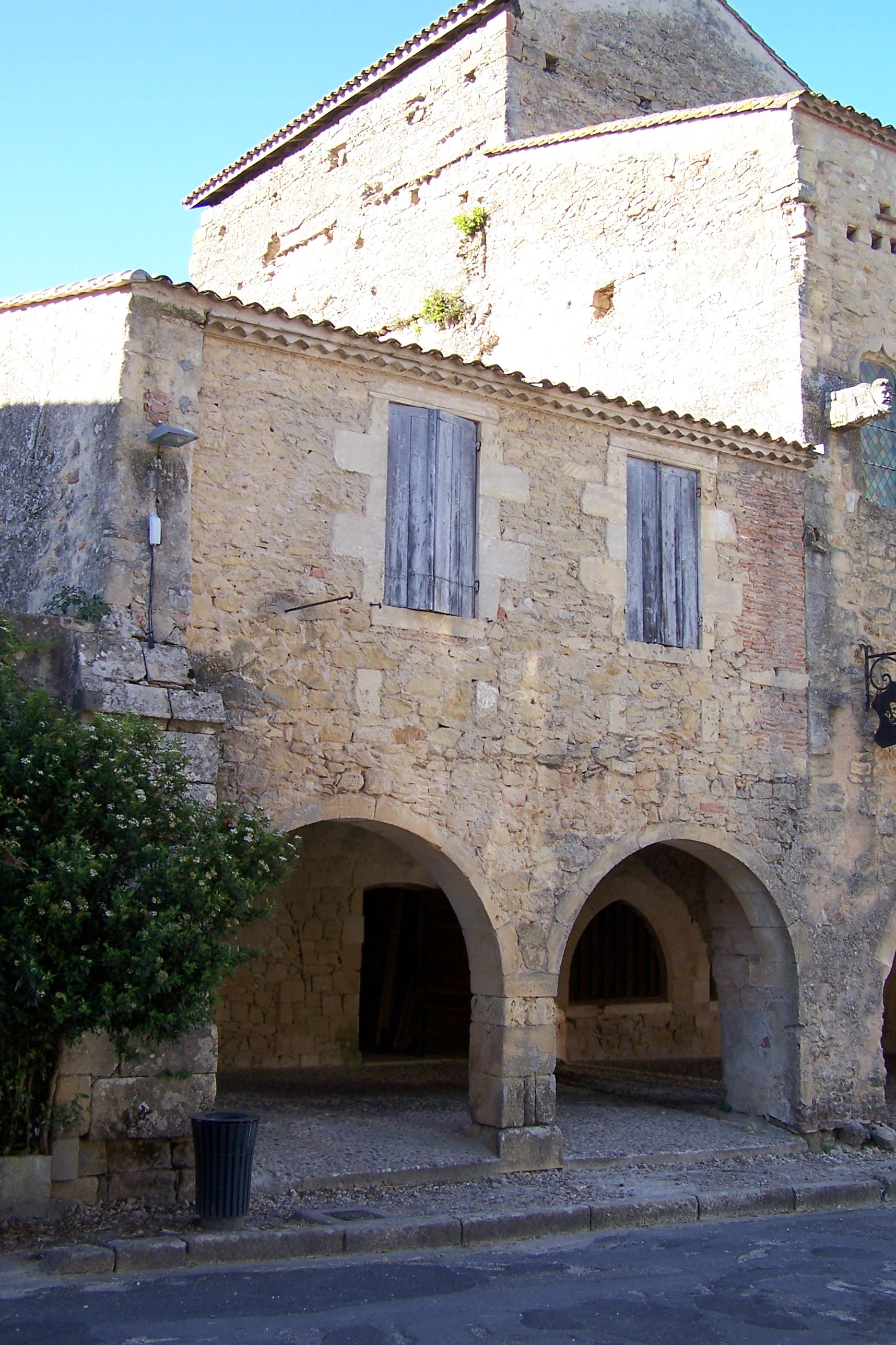
Maison attenante au Relais Henri IV, ouest, déjà inscrite individuellement (sept. 2011) 44° 33′ 54,4″ N, 0° 13′ 29,6″ O